# Stazione di Strongoli
La stazione di Strongoli è una stazione ferroviaria posta sulla ferrovia Jonica. Serve il centro abitato di Strongoli. 

## Movimento

### Trasporto regionale
La stazione è servita da treni Regionali che collegano Strongoli con:
- Sibari
- Catanzaro Lido
- Crotone
- Lamezia Terme Centrale (via Catanzaro Lido)
- Cosenza (nel periodo estivo)

I treni del trasporto regionale vengono effettuati con ALn 663, in singolo e doppio elemento, vengono anche utilizzati i treni Pesa ATR.220 Swing e gli HTR 412 Blues, treni ibridi/elettrici a 4 casse. Oggi la stazione è soggetta a lavori per l elettrificazione della linea Catanzaro Lido, Sibari. Arrivano e partono ben 18 treni giornalieri, tutti regionali , mentre ci sono 6 transiti effettuati da 2 regionali e 4 intercity sun. Gli orari dei treni possono variare nel periodo estivo 